# Ioan Grigoraș
Ioan Grigoraş (* 7. ledna 1963 Bacaia, Rumunsko) je bývalý rumunský reprezentant v zápase řecko-římském.
V roce 1992 na olympijských hrách v Barceloně vybojoval v kategorii do 130 kg bronzovou medaili. Je držitelem stříbrné medaile z mistrovství světa a stříbrné a bronzové medaile z mistrovství Evropy.